# Hans Eysenck
Hans Jürgen Eysenck, né à Berlin le 4 mars 1916 et mort à Londres le 4 septembre 1997, est un psychologue britannique d'origine allemande, connu pour son travail sur la personnalité, l'héritabilité de l'intelligence, les thérapies comportementales. Au moment de sa mort, Eysenck était le troisième psychologue le plus souvent cité dans les revues scientifiques anglophones (et au monde).
Cependant, 26 de ses publications ont récemment été jugées « peu sûres » par une enquête menée par le King's College de Londres, de nombreuses autres étant aussi suspectées voire retractées,.

## Biographie
Hans Eysenck est né à Berlin, en Allemagne ; sa mère était une actrice de films (Helga Molander) et son père  un animateur de cabaret,. Il s'exile en Angleterre dans les années 1930 lors de l'accès au pouvoir du parti nazi. Pendant la Seconde Guerre mondiale, en tant que citoyen d'un pays en guerre contre l'Angleterre, il évite de justesse l’internement. Il obtient son doctorat en 1940 à l'University College de Londres, puis travaille dans le département de psychologie dirigé par Cyril Burt malgré leur mésentente.
Eysenck est professeur de psychologie à l'Institut de psychiatrie de King's College, de 1955 à 1983. Il fut un contributeur majeur à la théorie scientifique moderne de la personnalité et a contribué à la découverte de nouveaux traitements de maladies mentales,. Eysenck a également créé et développé un modèle dimensionnel distinctif de la structure de la personnalité basé sur la recherche empirique d'analyse des facteurs, tentant d'ancrer ces facteurs dans la variation biogénétique.
Il est le rédacteur en chef du journal Personality and Individual Differences et auteur de nombreux articles et ouvrages de psychologie.
Hans Eysenck meurt en 1997 d'une tumeur du cerveau dans une maison de santé  londonienne.

## Vie privée
Il a un fils d'un premier mariage, Michael Eysenck (en) qui est psychologue et professeur émérite de psychologie au Royal Holloway de Londres. Il se remarie avec Sybil Eysenck, avec qui il collabore dans ses publications, le couple a quatre enfants.

## Théorisations

### Modèle de la personnalité
Son modèle de la personnalité est fondé sur trois dimensions : 
1. le névrosisme (stabilité/instabilité émotionnelle),
2. l'introversion–extraversion (extériorisation, non-inhibition, tendances impulsives et sociales) ;
3. le psychoticisme (sujets froids, impersonnels, hostiles, non émotifs, peu enclins à aider autrui)[13]. Ce modèle de personnalité est évalué par l’Eysenck Personality Questionnaire (EPQ)[14].

Dans L'Inégalité de l'homme, Eysenck a suscité de nombreuses controverses.
Il essaie d'y démontrer l'importance des différences intellectuelles entre individus et du Q.I dans la réussite des individus. Il défend l'idée de différences intellectuelles entre classes sociales d'une part et, de l'autre entre Européens et Afro-Américains. Sa démonstration repose sur l'étude des jumeaux homozygotes qui montreraient que l'intelligence est héritée, chez les Européens dont le Q.I serait à 100 mais aussi chez les Afro-Américains, dont la moyenne serait elle à 85. Il se défend des critiques de racisme en établissant que les Asiatiques d'Amérique sont aussi performants voire plus que les Européens. The Inequality of Man, traduit en français sous le titre L'Inégalité de l'homme est édité par les éditions Copernic du GRECE. En 1974, Eysenck devient d'ailleurs membre du comité de patronage du GRECE.

### Recherches sur l'efficacité des psychothérapies
Son travail sur l'effet des psychothérapies repose sur une méta-analyse de dix-neuf travaux réalisée en 1952 portant sur trois groupes de patients :
1. un groupe de patients hospitalisés en psychiatrie (sans psychothérapie) ;
2. un groupe ayant « reçu » une psychothérapie « éclectique » ;
3. un dernier groupe de patients ayant été traités dans l'approche psychanalytique.

Sa conclusion est que les patients hospitalisés ont été améliorés à 72 % des cas, ceux de la psychothérapie « éclectique » améliorés à 64 % et ceux d'un traitement psychanalytique à 44 % .
La méthodologie et les partis pris ont été controversés. Comparer des patients hospitalisés à des patients névrotiques n'est, selon R. Kellner, pas convenable, les questions des indications n'avaient pas été prises en compte et les diagnostics étaient sujets à caution. Le seul mérite de cette étude selon Paul Hermann était qu'Eysenck avait mis en évidence le rôle des guérisons spontanées.

### Mainstream Science on Intelligence
Hans Eysenck est l'un des signataires de la tribune Mainstream Science on Intelligence qui affirme le rôle du quotient intellectuel dans la vie humaine et l'existence de différences intellectuelles entre groupes humains qui ne découlent pas exclusivement de différences environnementales.

### Publications dans la presse d'extrême-droite
Eysenck a été accusé d'être un partisan de causes politiques d'extrême droite. Les arguments reposaient notamment sur des articles publiés dans le journal allemand National-Zeitung et Nation und Europa. Eysenck a également écrit une introduction pour Race, Intelligence and Bias in Academe du partisan de l'eugénisme Roger Pearson.
Il a appartenu au comité de patronage de Nouvelle École.[réf. nécessaire]

### Critique de la psychanalyse
Hans Eysenck est l'auteur de Déclin et chute de l'empire freudien (1985).

## Critique de ses travaux
Au début des années 1990, Anthony Pelosi, psychiatre au Priory Hospital de Glasgow, écrit deux articles très critiques sur les travaux de Hans Eysenck. D'autres auteurs font de même, mais sans que, durant vingt ans, cela suffise à faire ouvrir des enquêtes sur la fiabilité des résultats de Hans Eysenck. Il faut attendre vingt-cinq ans pour que, à la mi-2020, deux journaux spécialisés (International Journal of Social Psychiatry et Journal of the Royal Society of Medicine) remettent fortement en question sept articles autrefois publiés par Eysenck, alors que depuis le début de l'année 2020, 64 déclarations de ce type avaient déjà été faites par d'autres revues spécialisées (avec en outre 14 rétractations d'articles en 6 mois). Et Pelosi et d’autres affirment que de nombreux autres articles d’Eysenck méritent aussi des enquêtes (au vu de leur influence sur la littérature mondiale en psychologie).
La responsabilité de Ronald Grossarth-Maticek (médecin spécialisé en sciences sociales basé à Heidelberg, en Allemagne, co-auteur avec Eysenck de 25 articles évalués par KCL) se voit aussi remise en question.
Dans les années 1990, Hans Eysenck est controversé, à cause des critiques faites par Pelosi et d'autres auteurs, d'une part ; et pour ses opinions sur la génétique de l'intelligence, souvent jugées racistes.
En 2016, Pelosi est invité à produire un article pour un numéro spécial de la revue Personality and Individual Differences (fondée par Eysenck), à l'occasion du centenaire de sa naissance et faire un point sur ses découvertes sur la personnalité et l'intelligence. Pelosi écrit une vive critique portant sur des aspects statistiques et éthiques. Cet article n'est finalement pas publié dans ce numéro spécial.

Mais en 2019, Pelosi publie son article critique dans le Journal of Health Psychology, notamment à propos du thème des supposés liens entre personnalité et santé, et notamment concernant le cancer et les maladies cardiovasculaires, mettant en cause les données utilisées par Eysenck, collectées par Grossarth-Maticek en Allemagne et en Yougoslavie, selon lesquelles les personnalités sujettes au cancer présentaient 40, 60 voire 70 fois plus de risque d'en mourir que celles considérées comme « personnalités saines » (d'après Grossarth-Maticek et Hans Eysenck), qui évoquent aussi un essai clinique concluant que la thérapie comportementale pourrait dans ces cas réduire considérablement le risque de décès.
Les études d'autres auteurs qui ont suivi, sur la personnalité, le stress et les risques de maladies, n'ont pas pu confirmer ces taux, et une grande étude de réplication publiée en 2004 « n'a confirmé aucun des liens entre la personnalité et la mortalité rapportés dans les travaux d'Eysenck, à l'exception d'une association modeste entre les maladies cardiovasculaires et la personnalité ».
Des preuves d’erreurs, et des soupçons de manipulation de données ont été produites à propos des études  d’Eysenck et Grossarth-Maticek : 
- Dès les années 1990, Henk van der Ploeg (psychologue médical néerlandais) a montré que différentes versions des données d’Eysenck et de Grossarth-Maticek présentaient des dates et des causes de décès des participants variant selon les études, suggèrant qu'elles ont été manipulées[24] ;
- Hermann Vetter (statisticien allemand) note que la différence de nombre de cas de cancer chez les personnalités supposées à faible risque (zéro cas) et chez les personnalités supposées «à haut risque»  sont telles que ces taux semblent ne pouvoir avoir été produits qu'artificiellement… « sans même y avoir inclus assez d'erreurs aléatoires pour qu'elles paraissent plus naturelles »[25].

## Publications

### En français
- Calculez vous-même votre quotient intellectuel, Éditions du Mercure de France, 1975, ASIN : B004GCZNY6
- L'Inégalité de l'Homme, éd. Copernic, 1977,  (ISBN 2859840060) (cf. la critique de Sébastien Lemerle Le singe, le gène et le neurone : Du retour du biologisme en France, Éditions PUF, coll. « Science, histoire et société », 2014,  (ISBN 2130621597))
- avec Léa Marcou et Betty Nichols Kelly, Le Guide du mariage heureux (L'Avenir sans peine), Éditions du Mercure de France, 1986,
- Déclin et chute de l'empire freudien, F.-X. de Guibert éditeur, coll. « Écologie Humaine », 1994,  (ISBN 2868393233)
- Abord statistique et expérimental du problème typologique de la personnalité névrotique, psychotique et normale. Évolution psychiatrique, 1954, p. 377 à 404

### En anglais
- « The effects of psychotherapy: An evaluation » Journal of Consulting Psychology 1952;16:319–324.
- and David W. Fulker : The Structure & Measurement of Intelligence, Transaction Publishers, 1979, page 16.
- « Intelligence and Reaction Time: The Contribution of Arthur Jensen » In: Modgil S, Modgil C, Arthur Jensen: Consensus and controversy, New York, NY: Falmer, 1987.
- Crime and personality, London: Routledge and Kegan Paul. New York: Houghton and Mifflin, 1964.
- Manual of the Eysenck Personality Inventory. Eysenck HJ, Eysenck SBJ. San Diego: Educational and Industrial Testing Service; 1968.
- Manual of the Eysenck Personality Questionnaire. Eysenck HJ, Eysenck SBJ. Londres: Hodder & Stoughton; 1975.
- « The place of impulsiveness in a dimensional system of personality description », avec S.B.G. Eysenck, 1977. Br. J. Soc. Clin. Psychol. 16, 57–68.
- « Impulsiveness and venturesomeness : their position in a dimensional system of personality description », avec S.B.G. Eysenck, 1978. Psychol. Rep. 43, 1247–1255.